# Skala 1:1
Skala 1:1 är en svensk kortfilm från 2003 med regi av Anders Boqvist, Timo Menke.

## Handling
Ett filmteam sammanstrålar för att återskapa scener ur den klassiska filmen Raggargänget.

## Rollista
- Claes Ljungmark – som Sigge Fürst
- Meliz Karlge – som storasystern
- Mahsa Fathi – som Kristina
- Alexander Moberg – regissören
- Staffan Lindqvist – fotografen
- Ylva Gustavsson – ljudteknikern
- Per Byrén – filmelektrikern
- Sigge Fürst
- Britt Damberg

### Fotnoter
1. 1 2  ”Skala 1:1”. Svensk Filmdatabas. http://www.sfi.se/sv/svensk-filmdatabas/Item/?itemid=52359&type=MOVIE&iv=Contributors&ref=/templates/SwedishFilmSearchResult.aspx?id%3d1225%26epslanguage%3dsv%26searchword%3dskala+1:1%26type%3dMovieTitle%26match%3dBegin%26page%3d1%26prom%3dFalse. Läst 13 mars 2013.